# Hemigrammus
A Hemigrammus a sugarasúszójú halak (Actinopterygii) osztályának pontylazacalakúak (Characiformes) rendjébe, ezen belül a pontylazacfélék (Characidae) családjába tartozó nem.

## Előfordulásuk
A legtöbb Hemigrammus-faj Dél-Amerikában az Amazonas és az Orinoco folyók vízgyűjtő területének lakója. Kis méretűek - fajtól függően 2-10,8 centiméter hosszúak -, és jellemzően a folyók középvízszintjében található az életterük. Szeretik a viszonylag meleg hőmérsékletű 22-28 Celsius-fokos vizeket és természetüket tekintve békés halak.

## Rendszerezés
A nembe az alábbi 59 faj tartozik:
- Hemigrammus aereus Géry, 1959
- Hemigrammus analis Durbin, 1909
- Hemigrammus arua Lima, Wosiacki & Ramos, 2009
- Hemigrammus ataktos Marinho, Dagosta & Birindelli, 2014
- Hemigrammus barrigonae Eigenmann & Henn, 1914
- Hemigrammus bellottii (Steindachner, 1882)
- Hemigrammus bleheri Géry & Mahnert, 1986
- Hemigrammus boesemani Géry, 1959
- Hemigrammus brevis Ellis, 1911
- Hemigrammus changae Ota, Lima & Hidalgo, 2019
- Hemigrammus coeruleus Durbin, 1908
- Hemigrammus cupreus Durbin, 1918
- Hemigrammus cylindricus Durbin, 1909
- Hemigrammus diagonicus Mendonça & Wosiacki, 2011
- Hemigrammus durbinae Ota, Lima & Pavanelli, 2015
- Hemigrammus elegans (Steindachner, 1882)
- vörössávos pontylazac (Hemigrammus erythrozonus) Durbin, 1909
- Hemigrammus falsus Meinken, 1958
- Hemigrammus filamentosus Zarske, 2011
- Hemigrammus geisleri Zarske & Géry, 2007
- Hemigrammus gracilis (Lütken, 1875)
- Hemigrammus guyanensis Géry, 1959
- Hemigrammus haraldi Géry, 1961
- Hemigrammus hyanuary Durbin, 1918
- Hemigrammus iota Durbin, 1909
- Hemigrammus levis Durbin, 1908
- Hemigrammus luelingi Géry, 1964
- Hemigrammus lunatus Durbin, 1918
- Hemigrammus machadoi Ota, Lima & Pavanelli, 2014
- Hemigrammus mahnerti Uj & Géry, 1989
- Hemigrammus marginatus Ellis, 1911
- Hemigrammus matei Eigenmann, 1918
- Hemigrammus megaceps Fowler, 1945
- Hemigrammus melanochrous Fowler, 1913
- Hemigrammus micropterus Meek, 1907
- Hemigrammus microstomus Durbin, 1918
- Hemigrammus mimus Böhlke, 1955
- Hemigrammus neptunus Zarske & Géry, 2002
- Hemigrammus newboldi (Fernández-Yépez, 1949)
- parázsszemű pontylazac (Hemigrammus ocellifer) (Steindachner, 1882)
- Hemigrammus ora Zarske, Le Bail & Géry, 2006
- Hemigrammus orthus Durbin, 1909
- Hemigrammus parana Marinho, Carvalho, Langeani & Tatsumi, 2008
- Hemigrammus pretoensis Géry, 1965
- Hemigrammus pulcher Ladiges, 1938
- vörösorrú pontylazac (Hemigrammus rhodostomus) Ahl, 1924
- Hemigrammus rodwayi Durbin, 1909
- Hemigrammus rubrostriatus Zarske, 2015
- Hemigrammus schmardae (Steindachner, 1882)
- Hemigrammus silimoni Britski & Lima, 2008
- Hemigrammus skolioplatus Bertaco & Carvalho, 2005
- Hemigrammus stictus (Durbin, 1909)
- Hemigrammus taphorni Benine & Lopes, 2007
- Hemigrammus tocantinsi Carvalho, Bertaco & Jerep, 2010
- Hemigrammus tridens Eigenmann, 1907
- Hemigrammus ulreyi (Boulenger, 1895)
- Hemigrammus unilineatus (Gill, 1858) - típusfaj
- Hemigrammus vorderwinkleri Géry, 1963
- Hemigrammus yinyang Lima & Sousa, 2009

## Hemigrammus pontylazac galéria

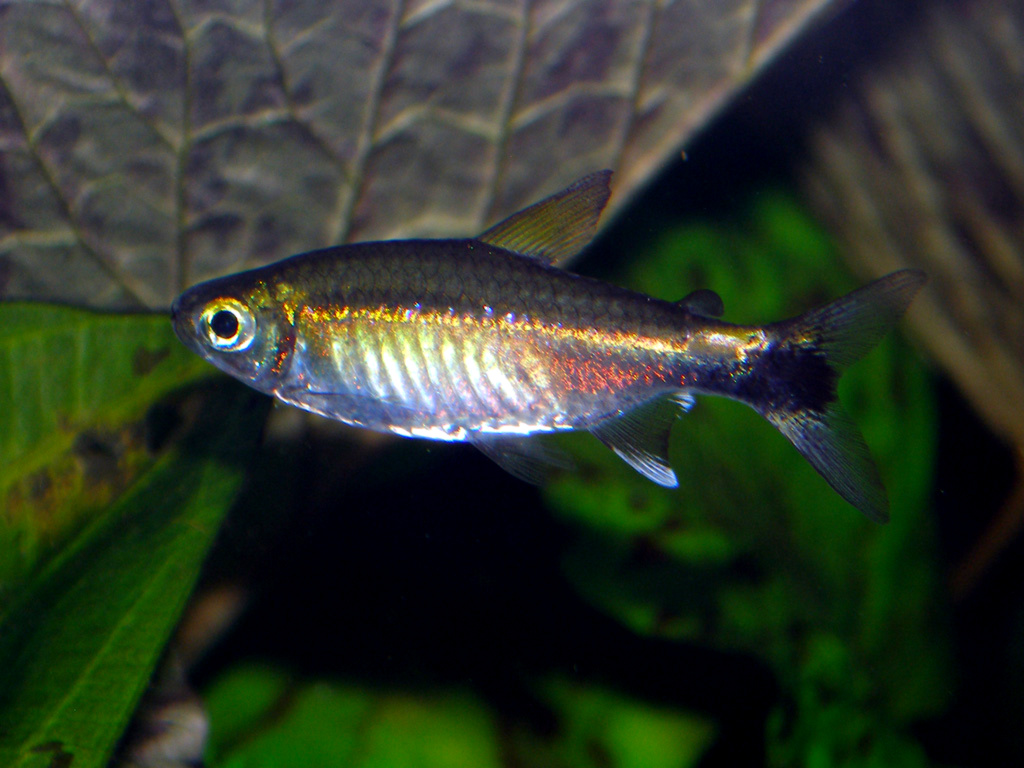
Hemigrammus hyanuary
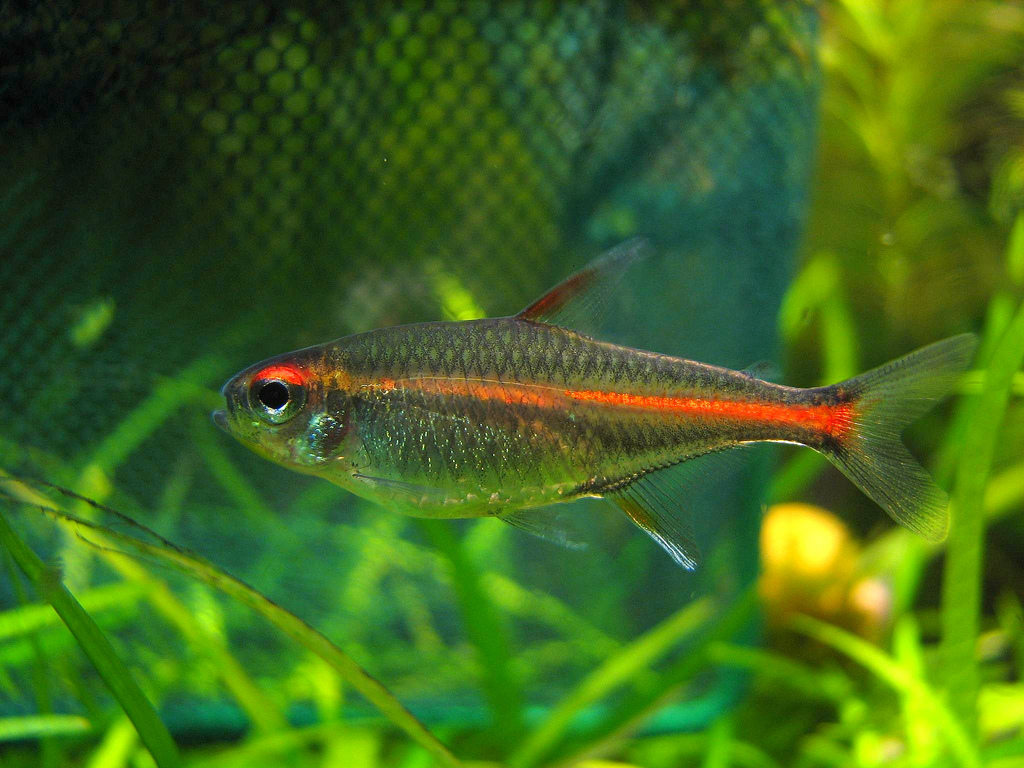
Hemigrammus erythrozonus